# تقسيم بلجيكا
تقسيم بلجيكا هو موقف افتراضي تمت مناقشته من قبل كل من وسائل الإعلام البلجيكية والدولية التي تتصور تقسيم البلاد حسب التقسيمات اللغوية، مع كل من المجتمع الفلمنكي (فلاندرز) والجماعة الناطقة بالفرنسية (والونيا) تصبح دولتين مستقلتين. بدلاً من ذلك، من المفترض أن ينضم فلاندرز إلى هولندا (حركة هولندا الكبرى) وأن ينضم والونيا إلى فرنسا (حركة الراتشيين).
تتمتع كلتا الطائفتين حاليًا بدرجة كبيرة من الحكم الذاتي داخل الاتحاد البلجيكي.
تعقيد أسئلة التقسيم هي الحالة في بلجيكا المقسمة في بروكسل - حاليًا منطقة ثنائية اللغة مستقلة بذاتها - والأقلية الناطقة باللغة الألمانية.

## خلفية
أراضي بلجيكا هي الجزء الجنوبي من المنطقة التاريخية وتسمى البلدان المنخفضة. ظهرت البلدان المنخفضة في نهاية العصور الوسطى باعتبارها السياسي كونفدرالية فضفاضة جدا من إقطاعيات في اتحاد شخصي من قبل هابسبورغ: في المحافظات السبعة عشر. كان أكبر مكونات هذا الاتحاد دوقية برابانت، ومقاطعة فلاندرز، ومقاطعة هينو، ودوقية لوكسمبورغ. كان برينس - أسقفية لييج تقريبًا جيبًا داخل الأقاليم السبعة عشر. لم يكن الأمير المطران مشمولًا رسميًا في هيمنة هابسبورغ، لكنه كان، منذ زمن الإمبراطور تشارلز الخامس، متأثرًا بقوة بجيران هابسبورغ. الحدود التي نشأت بعد الثورة الهولندية وحرب الثمانين سنة قسمت المقاطعات السبعة عشر إلى الجمهورية الهولندية وهولندا الإسبانية. على وجه الخصوص تم تقسيم برابانت وفلاندرز إلى مكونات الشمال والجنوب. على الرغم من أن الإقطاعيات التي تشكل جنوب هولندا كانت محكومة إلى حد ما من قبل مجلس حاكم واحد، إلا أنها كانت متميزة تمامًا. ظهرت تقاليد ولهجات مختلفة من الهولندية والون. ضمن أكبر إقطاعات مثل لييج وفلاندرز ولوكسمبورغ، كانت هناك العديد من اللغات واللهجات المتميزة قيد الاستخدام.
ازداد العداء بين المتحدثين بالفرنسية والهولندية بعد استقلال بلجيكا في عام 1830، عندما ثار سكان جنوب هولندا ضد الهيمنة الجديدة للمقاطعات الشمالية للمملكة المتحدة في هولندا. كانت القوى الأوروبية الكبرى منقسمة في الرأي حول تداعيات الثورة. في النهاية، حصلت دولة بلجيكا، المؤلفة من مقاطعات الناطقين بالفرنسية والناطقين بالهولندية، على استقلالها كدويلة حاجزة بين فرنسا وهولندا. أصبحت الفرنسية هي اللغة الرسمية الوحيدة. طالب متحدثون هولنديون بالمساواة في الحقوق ابتداءً من أواخر القرن التاسع عشر، لكن تم تقديمها تدريجياً خلال القرن العشرين. بينما أصبحت طوابع البريد ثنائية اللغة في عام 1893، لم يتم قبول إصدار رسمي رسمي من الدستور حتى عام 1967. منذ الاستقلال، غذت الاختلالات الاجتماعية والاقتصادية الاستياء بين الطائفتين.
منذ الستينات، تم إنشاء مناطق منفصلة على أساس التقسيم اللغوي في البلاد. نتيجة لذلك، تزعم الأقليات في مناطق معينة (داخل بروكسل وحولها وعلى طول الحدود اللغوية) أنها محرومة من الحقوق في الحكومة المحلية والخدمات. إلى جانب الانقسام السياسي المعتاد بين اليسار واليمين، هناك أيضًا تقسيم لغوي، مما يتسبب في نظام مزدوج للأحزاب مما يعقد تشكيل الائتلاف على المستوى الوطني. أعطت الأزمة المتعلقة بتشكيل حكومة ائتلافية في أعقاب انتخابات عام 2007، إلى جانب المشكلة التي لم تحل في الدائرة الانتخابية في بروكسل - هالي فيلفوردي وصعود الأحزاب السياسية المتطرفة، زخماً جديداً لهذه القضية، مع ما حدث مؤخراً استطلاعات الرأي تظهر دعما كبيرا للقسم. ومع ذلك، لا يزال الدعم لدولة موحدة بين غالبية سكان بلجيكا. يزعم الوحدويون أن النظام الملكي والمؤسسات الوطنية القوية والأهمية الجيوسياسية لبروكسل المختلطة لغوياً وإثنياً تعمل كعناصر موحدة، في حين أن الانفصاليين يدعون أن هذه العوامل (والديون الكبيرة للدولة) لا تعدو كونها عقبات أمام التقسيم الحتمي. اقترح بعض المراقبين السياسيين أن التقسيم المحتمل لبلجيكا قد يكون بمثابة ضربة لنموذج الاتحاد الأوروبي للثقافات المتنوعة التي تعمل معًا.
وفقًا لاستطلاع الرأي الذي أجراه عام 2019 أجرته صحيفة هيت بيلانغ فان ليمبورغ الفلمنكية، فإن 28.4٪ من السكان يؤيدون تقسيم بلجيكا بينما يعارضه 62.7٪؛ نسبة 8.8٪ المتبقية بدون رأي؛ تجاهل هؤلاء دون رأي، وهذا من شأنه أن يترك 31.2 ٪ لصالح و68.8 ٪ يعارضون التقسيم. ومع ذلك، اقتصر استطلاع الرأي على مقاطعة ليمبورغ الفلمنكية، والتي تعتبر أقل القومية الفلمنكية إلى حد ما، خاصةً مقارنة بمقاطعة أنتويرب.

## التركيبة السكانية الإقليمية
نظرًا لعدم وجود إحصاء، لا توجد إحصاءات رسمية عن اللغات الرسمية الثلاث في بلجيكا أو لهجاتهم. قد تؤثر المعايير المختلفة، بما في ذلك لغة (لغات) الآباء، أو التعليم، أو وضع اللغة الثانية للمولود الأجنبي، على الأرقام المقترحة. ما يقدر بنحو 59 ٪  من السكان البلجيكيين يتحدثون الهولندية (غالبا ما يشار إليها بالعامية باسم الفلمنكية)، ويتحدث الفرنسية بنسبة 40 ٪. بلغ إجمالي عدد المتحدثين باللغة الهولندية 6.23 مليون نسمة، ويتركز في منطقة فلاندرز الشمالية، في حين أن المتحدثين باللغة الفرنسية يشكلون 3.32 مليون في والونيا وما يقدر بنحو 870,000 (85٪) من إقليم بروكسل العاصمة ثنائية اللغة رسميًا. تتكون الجماعة الناطقة باللغة الألمانية من 73000 شخص في شرق والونيا. حوالي 10,000 ألماني و60،000 مواطن بلجيكي يتحدثون الألمانية. يعيش حوالي 23000 شخص يتحدثون الألمانية في البلديات القريبة من المجتمع الرسمي.

اللغات المستخدمة في المنزل في منطقة العاصمة بروكسل في عام 2006
الفرنسية فقط
الفرنسية والهولندية
الفرنسية ولغة أخرى غير الهولندية
الهولندية فقط
لا الفرنسية ولا الهولندية

تُلزم منطقة العاصمة ذات الوضع الثنائي اللغة سلطاتها إلى الأشخاص والمنظمات باللغة الفرنسية أو الهولندية حسب الرغبة، وإظهار أسماء الشوارع باللغتين على اللوحات، لكنها لا تسمح بمدرسة ثنائية اللغة لأن التعليم ينتمي إلى اللغة الفرنسية. أو الفلمنكية. جغرافيا، هي جيب في المنطقة الفلمنكية، على الرغم من أنها قرب والونيا. من الناحية الدستورية، إنها منطقة متميزة سياسيا، بينما داخل حدودها تمارس كل من المجتمعات الفلمنكية والفرنسية سلطتها. تاريخيا، كانت اللغة المحلية لبروكسل هي الهولندية، وظلت الهولندية اللغة العامية لغالبية السكان حتى حوالي عام 1950.
يتحدث الهولندية بشكل أساسي من قبل حوالي 150,000 نسمة، أو أقلية 15٪ على الأكثر. تتمتع المدينة بعلاقات اقتصادية قوية مع فلاندرز المحيطة بها، والعديد من الناطقين باللغة الهولندية ينتقلون إلى بروكسل للعمل. ولكن في الوقت نفسه، أدت ضواحي بروكسل المتوسعة إلى غالبية الناطقين بالفرنسية في ست قرى فلمنكية.

## الحدود الإقطاعية

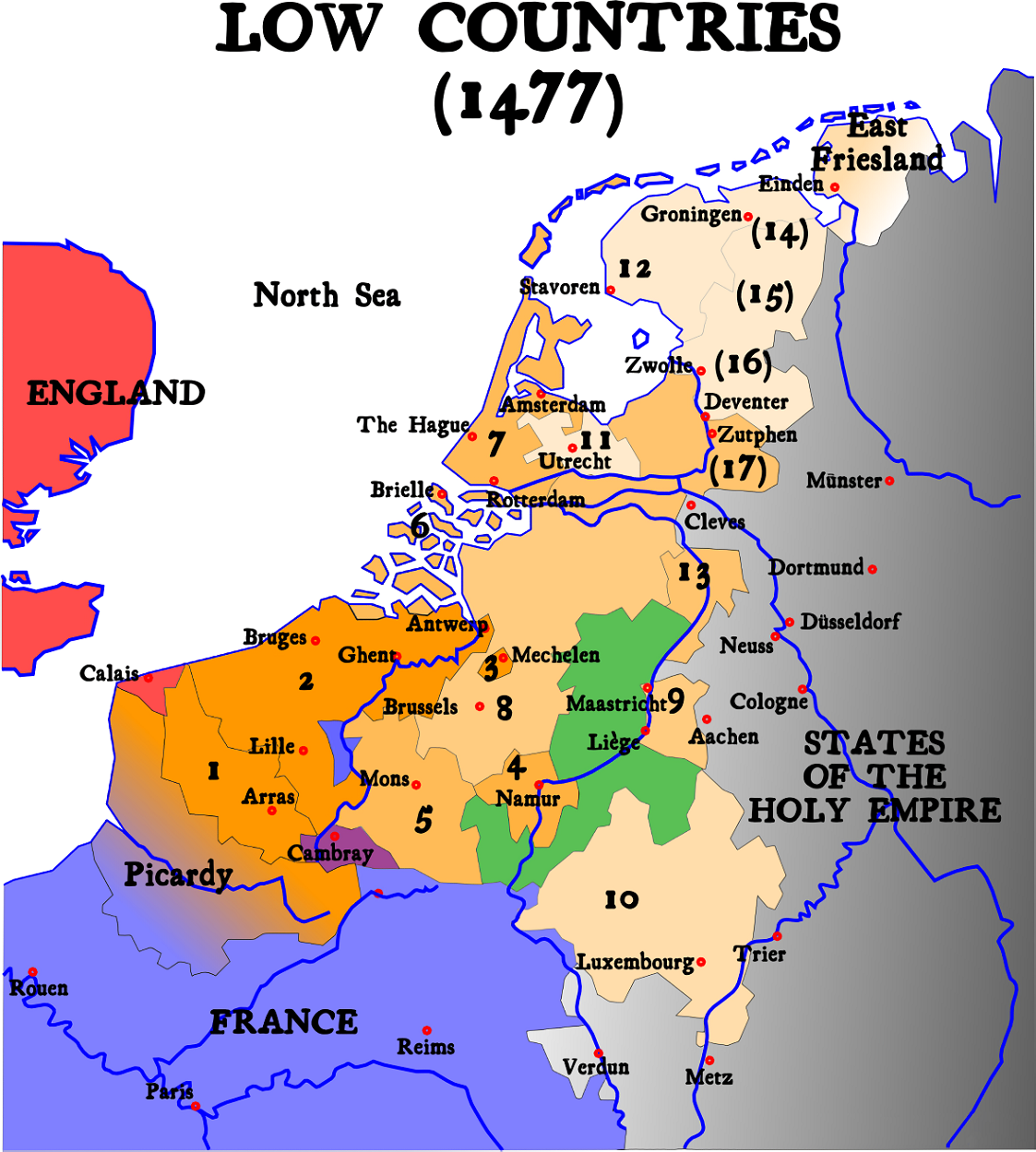
المحافظات السبعة عشر (المناطق البرتقالية والبنية واصراء) وأسقفية لييج (الأخضر)

أراضي بلجيكا هي الجزء الجنوبي من المنطقة التاريخية التي تسمى البلدان المنخفضة. ظهرت البلدان المنخفضة في نهاية العصور الوسطى باعتبارها كونفدرالية من إقطاعيات في اتحاد شخصي من قبل هابسبورغ: في الأقاليم السبعة عشر. كان أكبر مكونات هذا الاتحاد دوقية برابانت وومقاطعة فلاندرز وومقاطعة هينو ودوقية لوكسمبورغ. كانت أسقفية أمير لييج تقريبًا جيبًا داخل الأقاليم السبعة عشر. لم يكن الأمير المطران مشمولًا رسميًا في هيمنة هابسبورغ، لكنه كان، منذ زمن الإمبراطور تشارلز الخامس، متأثرًا بقوة بجيران هابسبورغ. الحدود التي نشأت بعد الثورة الهولندية وحرب الثمانين سنة قسمت الأقاليم السبعة عشر إلى الجمهورية الهولندية وهولندا الإسبانية. على وجه الخصوص تم تقسيم برابانت وفلاندرز إلى مكونات الشمال والجنوب. على الرغم من أن الإقطاعيات التي تشكل جنوب هولندا كانت محكومة إلى حد ما من قبل مجلس حاكم واحد، إلا أنها كانت متميزة تمامًا. ظهرت تقاليد ولهجات مختلفة من الهولندية ووالون. ضمن أكبر إقطاعات مثل لييج وفلاندرز ولوكسمبورغ، كانت هناك العديد من اللغات واللهجات المتميزة قيد الاستخدام.

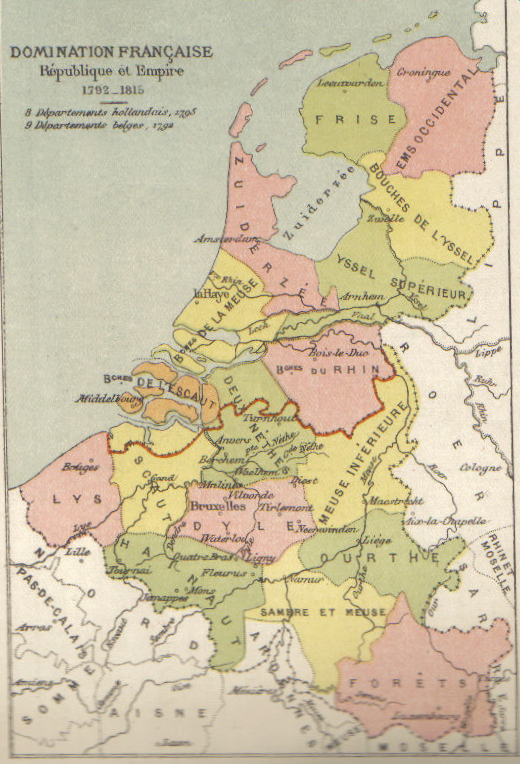
خريطة الإدارات الإمبراطورية الفرنسية في البلدان المنخفضة

لا يوجد شيء مشترك بين الحدود الإقطاعية التي تقسم بلجيكا خلال فترة حكم أترافي مع خطوط التقسيم التي تفصل حاليًا الكيانات الفيدرالية البلجيكية. قام الفرنسيون بحل هذه الكيانات الإقطاعية واستبدالها بأقسام خلال الاحتلال الفرنسي من 1794 إلى 1815. عكست الكيانات أو الإدارات الجديدة حدود اللغة تقريبًا. ستصبح الإدارات في النهاية مقاطعات مملكة الأراضي المنخفضة المتحدة لاحقًا في بلجيكا. تم استلهام اسم المقاطعات من إقطاعيات القرون الوسطى المقابلة تقريبًا. على وجه الخصوص، أصبحت مقاطعة ديل مقاطعة برابانت، وهذا هو الجزء الجنوبي من دوقية برابانت القديمة.
في عام 1815، تم دمج الأراضي التي تشكل بلجيكا الآن في مملكة الأراضي المنخفضة المتحدة والتي تم إنشاؤها لإعادة تأهيل وتدعيم الأقاليم السبعة عشر السابقة لتكون بمثابة حاجز ضد أي طموحات توسعية لفرنسا. ومع ذلك، وضع هذا المقاطعات البلجيكية الكاثوليكية، بما في ذلك والونيا الناطقة بالفرنسية، تحت حكم الأغلبية الهولندية والملك الهولندي الكالفيني. لم يكن البلجيكيون يتمتعون بأي تأثير يذكر على حياتهم، واستاءوا من سيطرة هولندا وهيمنتها على المؤسسات الاقتصادية والسياسية والاجتماعية، وهي المشاعر التي بلغت ذروتها في الثورة عام 1830.

بلجيكا، خطة التقسيم الفرنسي ، 1830

انقسمت القوى الأوروبية الكبرى (بما في ذلك فرنسا وبروسيا والمملكة المتحدة) على ردها على ثورة الشعب البلجيكي ضد السلطات الملكية الهولندية. فضلت فرنسا انفصال بلجيكا عن هولندا، على أمل ضم كل المنطقة أو جزء منها على الأقل، والذي كان أيضًا هدفًا لمعظم المتمردين البلجيكيين. بعد رفض هذا الاقتراح من قبل القوى الأوروبية الأخرى، التي دعمت الاتحاد المستمر مع هولندا، اقترح تالييران، السفير الفرنسي لدى المملكة المتحدة، تقسيم هولندا الجنوبية (معظم مناطق بلجيكا الحديثة). ولتحقيق هذه الغاية، ستذهب بروسيا إلى أجزاء من مقاطعات لييج وليمبورغ ونامور شرق نهر ميوز ومدينتي ماستريخت ولييج ودوقية لوكسمبورغ الكبرى. سيتم تعيين جزء من مقاطعة شرق فلاندرز، وكلها تقريبًا من مقاطعة برابانت، ومقاطعة هاينو ومقاطعة نامور غرب ميوز إلى فرنسا. ستظل مقاطعة أنتويرب - باستثناء مدينة أنتويرب نفسها - ومقاطعة ليمبورغ، غربي نهر ميوز - باستثناء ماستريخت - مع هولندا، كما سيبقى جزء صغير من مقاطعة برابانت، وسيادة أورانجي السابقة ديست وفلاندرز الغربية، ومعظم فلاندرز الشرقية، بما في ذلك فلاندرز الزيلندية، ومدينة أنتويرب لتشكيل ولاية أنتويرب الحرة، تحت الحماية البريطانية.
ومع ذلك، تم رفض هذه الخطة وأنشئت بلجيكا كمملكة مستقلة. وفقًا للقوميين الفلمنديين والوالون، فقد تم تأسيسها كـ«دولة عازلة» للتحقق طموحات فرنسا. لم يكن والونيا وفلاندرز موجودين في عام 1830. اختار المؤتمر الوطني للمملكة أميرًا ألمانيًا، ليوبولد الأول لدوقية ساكسونيا كوبورغ وغوتا، رئيسًا للدولة. وقال مؤرخ الثورة البلجيكية «في بلجيكا، هناك أحزاب ومحافظات، ولكن لا توجد أمة. مثل خيمة أقيمت لليلة واحدة، فإن الملكية الجديدة، بعد أن أحتمت بنا من العاصفة، ستختفي بدون أثر.» لكن هذا الرأي لا يشاركه فيه الغالبية العظمى من المؤرخين 

## حدود اللغة

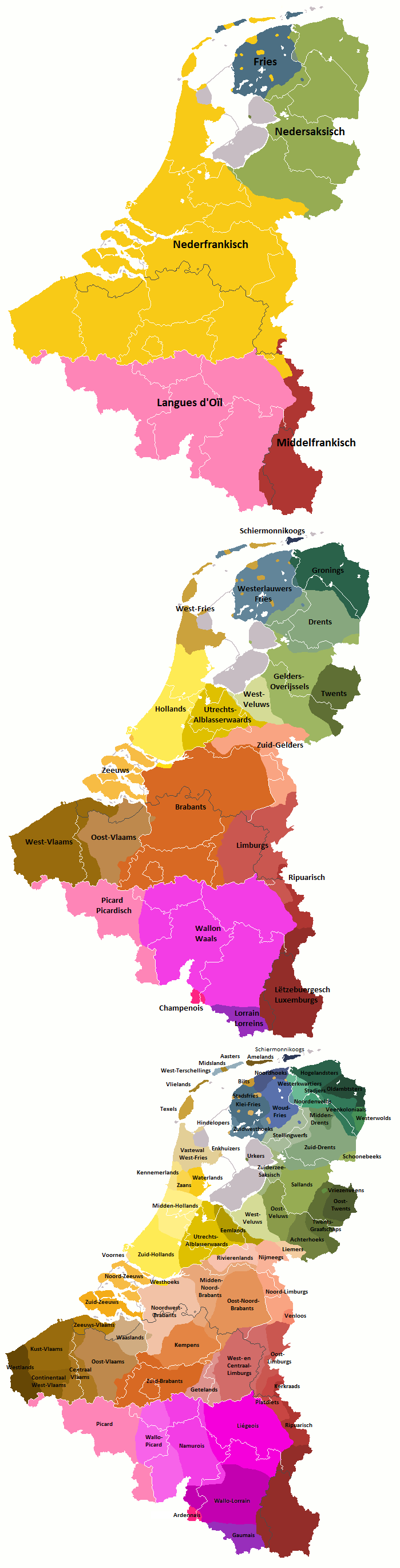
اللهجات في البلدان المنخفضة

انتقلت الحدود اللغوية التي تفصل بين الجرمانية والرومانسية Sprachräume على مر القرون التي سبقت إنشاء الدولة البلجيكية على مساحة بين آردين والخط المستقيم أكثر أو أقل من آخن إلى كاليه من جهة والحدود المأهولة بالسكان من آخن إلى آرلون عبر Malmedy. ومع ذلك، لم تتغير هذه الحدود كثيرًا منذ القرن الثامن عشر. على سبيل المثال، في مجتمعات Mouscron - Comines-Warneton، يبدو أن الفرنسيين هم المهيمنون منذ عام 1761 على الأقل. تحركت الحدود التي تقسم مقاطعة برابانت القديمة وهيسباي بانتظام خلال القرنين السابع عشر والثامن عشر. بعض البلديات، مثل هيلسين،  تحولت من الهولندية إلى الفرنسية وغيرها، مثل هيرستاب،  تحولت من الفرنسية إلى الهولندية. لدى Voeren تقاليد فلمنكية طويلة، وفي أرض هيرفيه، العديد من المجتمعات التي كانت تستخدم لهجات الجرمانية التي تحولت إلى الفرنسية خلال القرن الثامن عشر، على سبيل المثال، بيرنو ووارزاج، وكلاهما الآن جزء من دالهم وسان جان سارت، قرية صغيرة من أوبيل .
قبل القرن العشرين، لم تميز هذه الحدود اللغوية بين المتحدثين بالفرنسية البلجيكية والهولندية القياسية والألمانية القياسية، كما هو الحال اليوم، ولكن بين اللغة الرومانسية واللهجة الجرمانية. وجاء الجرمانية Sprachraum من مكونات مختلفة. بسبب التعليم الإلزامي والتوسع في وسائل الإعلام الحديثة مثل التلفزيون، شهد منتصف القرن العشرين توحيد المناطق اللغوية المختلفة، مما أدى إلى هيمنة اللغات القياسية في مجالاتها. في والونيا، أصبحت الفرنسية هي اللغة المهيمنة ذات الأولوية (نادراً ما تستخدم اللهجات المحلية). في مكان آخر في البلدان المنخفضة، نجحت اللهجات المحلية بشكل أفضل، على الأقل في الاستخدام الخاص.
حدود اللغة التاريخية في البلدان المنخفضة تتوافق مع الحدود بين السكان الذين تتحدث غالبيتهم بلغات مختلفة. ومع ذلك، فإن الطبقة العليا الحاكمة في معظم الأحيان تتحدث الفرنسية. كما كان الحال في العديد من المحاكم النبيلة الأوروبية، كانت الفرنسية تاريخياً لغة النبلاء. كان هذا هو الحال أيضًا في معظم البلدان المنخفضة. نجح العديد من أصحاب السيادة في المنطقة، بما في ذلك ماريا تيريزا، في جعل الفرنسية ليس فقط لغة المحكمة ولكن أيضًا إداراتها. على سبيل المثال، في حين أن الجزء الأكبر من سكان لوكسمبورغ يتحدثون اللوكسمبرجية في سياق خاص، فإن اللغة اإدارية في لوكسمبورغ هي الفرنسية. وكمثال آخر، فإن شعار مملكة هولندا هو العبارة الفرنسية: "Je maintiendrai"، لأن لغة عائلة أوراني - ناساو الحاكمة كانت الفرنسية حتى عام 1890. في فلاندرز، حتى بداية القرن العشرين، استخدمها العديد من الطبقة العليا من الفلمنكيين، مثل موريس مايترلينك أو سوزان ليلار، اللغة الفرنسية كلغة أولى. مثال آخر هو جامعة خنت التي كانت مؤسسة ناطقة بالفرنسية حتى عام 1930.

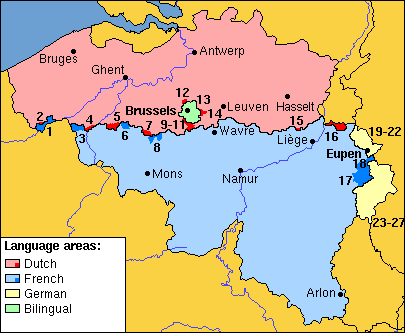
الحدود اللغوية الرسمية على النحو المحدد منذ عام 1963. البلديات مع مرافق اللغة، أغمق. جميع المناطق الألمانية بها مرافق لغوية.

تأسست المناطق اللغوية في عام 1963. تم تضمين التقسيم إلى مناطق لغوية في الدستور البلجيكي في عام 1970. الحدود بين المناطق اللغوية هي ما يسمى اللغة البلجيكية أو الحدود اللغوية. يعتمد على الحدود اللغوية الفعلية بين sprachräume ولكنه ليس متطابقًا تمامًا. من خلال الإصلاحات الدستورية في سبعينيات وثمانينيات القرن العشرين، أدت إضفاء الطابع الإقليمي على الدولة الموحدة إلى اتحاد من ثلاثة مستويات: تم إنشاء حكومات فيدرالية وإقليمية ومجتمعية، وهو حل وسط مصمم لتقليل التوترات اللغوية والثقافية والاجتماعية والاقتصادية. تقتصر سلطة المناطق والمجتمعات على بعض المناطق اللغوية:
- فلاندرز إلى منطقة اللغة الهولندية، والونيا إلى مناطق اللغة الفرنسية والألمانية وبروكسيل إلى منطقة اللغات ثنائية اللغة،
- المجتمع الفلمندي إلى مناطق اللغة الهولندية والثنائية اللغة، والمجتمع الفرنسي إلى مناطق اللغة الفرنسية والثنائية اللغة، والمجتمع الناطق بالألمانية إلى منطقة اللغة الألمانية.

## القومية والإقليمية

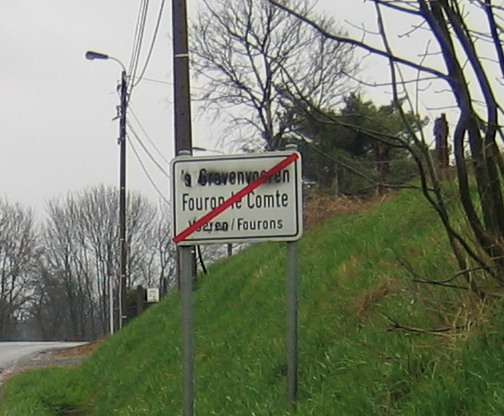
علامة طريق ثنائية اللغة في فورين، وهي بلدية بلجيكية بها مرافق لغوية على الحدود مع هولندا. اسمها الهولندي (Voeren) والفرنسي (Fourons)

### القومية البلجيكية
بدأت تيارات القومية البلجيكية في الظهور في أواخر القرن التاسع عشر، وتسعى للتغلب على الفجوة العرقية واللغوية وخلق ثقافة وطنية. أكد المؤرخ هنري بيرين أن الهوية البلجيكية لم يتم تعريفها على أسس عرقية أو إثنية أو لغوية، ولكن في المجتمع الحضاري للشعب البلجيكي. يزعم مؤيدو تقسيم بلجيكا أن المحاولات المتزامنة لتشكيل هوية وطنية وثقافة لم تتمكن من إبطال التنافسات اللغوية الإثنية. [بحاجة لمصدر]

### الحركة الفلمنكية
كان السبب الرئيسي لكون بروكسل تتحدث اللغة الفرنسية بشكل أساسي هو المكانة الاجتماعية المنخفضة للغة الهولندية في بلجيكا خلال القرن التاسع عشر والتمييز الشديد لكل من الهولندية كلغة ولغة الفلمنج. كانت الفرنسية، في ذلك الوقت، لغة الإدارة والحكومة والثقافة والقانون والتعليم. من عام 1880 فصاعدًا، أصبح عدد متزايد من الناطقين باللغة الهولندية يتحدثون بلغتين ولم ينقلوا اللغة الفرنسية إلا إلى أطفالهم، مما أدى إلى ارتفاع الناطقين باللغة الفرنسية أحادين اللغة بعد عام 1910. في منتصف القرن العشرين، كان عدد الناطقين باللغة الفرنسية أحادين اللغة يواصلون اليوم على السكان الفلمنديين الذين يتحدثون بلغتين (معظمهم). فقط منذ ستينيات القرن العشرين، بعد تثبيت الحدود اللغوية البلجيكية والتطور الاجتماعي والاقتصادي لفلاندرز، كان بإمكان الهولنديين إيقاف موجة الاستخدام الفرنسي المتزايد.
بينما تطورت قاعدة الوالون الصناعية والتعدين خلال القرن التاسع عشر، فإن منطقة فلاندرز الزراعية بقيت متأخرة في التنمية الاجتماعية والاقتصادية، مما أدى إلى مطالب واسعة النطاق بالاستقلال الذاتي الإقليمي وتصحيح الاختلالات في الضرائب والخدمات الاجتماعية والتمثيل. حدث تدهور القاعدة الصناعية في والون في أواخر القرن العشرين بالتوازي مع نمو الخدمات الصناعية والصناعات التكنولوجية في فلاندرز، مما أدى إلى تفاقم التوترات الاجتماعية والاقتصادية. تتمحور طلبات فليمنج الحديثة حول الإفراط في فرض الضرائب على فلاندرز وعدم كفاية الحكم الذاتي والشكاوى حول تركيز الخدمات الاجتماعية في والونيا، مما تسبب في ما يسمى «بتيار من المال» من فلاندرز إلى والونيا. ألهمت الحركة الفلمنكية نمو الأحزاب السياسية الفلمنكية مثل فولكسوني (اتحاد الشعب) الذي انقسم إلى أحزاب مختلفة بما في ذلك فلامس بلوك (التي خلفها فلامس بيلانغ)، والتحالف الفلمنكي الجديد (N-VA) وفلمنديشنيفليكيفس. في حين يسعى N-VA لمزيد من الحكم الذاتي ويؤيد استقلال فلاندرز، وربما في دولة كونفدرالية،  فلامس بيلانغ هو الانفصالي أكثر وضوحا.

### حركة والون / الفرنكوفونية
نشأت حركة الوالون في القرن التاسع عشر إلى جانب النزاعات اللغوية؛ سعى الناطقون بالفرنسية إلى الحفاظ على اللغة والثقافة الفرنسية باعتبارها العقيدة المحددة للبلد. السياسيون الناطقون بالفرنسية (الذين تم انتخابهم في بعض الأحيان في فلاندرز) وغيرهم من المواطنين ذوي النفوذ عارضوا المطالب الفلمنكية بالاعتراف بالهولندية ورغبوا في الحفاظ على حكومة مركزية لمنع الإقليمية. من ناحية أخرى، كان رد فعل السياسي والون جول ديستري في عام 1912 على عملية تفريق والونيا وطلب صراحة تقسيم بلجيكا على أسس لغوية. ومع ذلك، كان ديستري يستخدم كلمة الفصل باللغة الفرنسية بمعنى الفدرالية ((بالفرنسية: séparation administrative)‏، وليس بمعنى التقسيم الكامل. أوضحت صحيفة نيويورك تايمز أن ديستري كان خائفًا من هيمنة الفلمنج داخل المؤسسات البلجيكية.
| الحكومات                | من عند          | إلى             | وزراء الفلمنكية | وزراء من بروكسل | وزراء الوالون |
| ----------------------- | --------------- | --------------- | --------------- | --------------- | ------------- |
| أ. بيرنيرت              | أكتوبر 26, 1884 | مارس 17, 1894   | 60٪             | 14٪             | 26٪           |
| جيه دي بورليت           | مارس 26, 1894   | يونيو 25, 1896  | 75٪             | 0 9٪            | 16٪           |
| بي دي سميت دي نايير (1) | يونيو 26, 1896  | يناير 23, 1899  | 87٪             | 0 0٪            | 13٪           |
| J. Vandenpeereboom      | يناير 24, 1899  | يوليو 31, 1899  | 84٪             | 0 0٪            | 16٪           |
| بي دي سميت دي نايير (2) | أغسطس 5, 1899   | أبريل 12, 1907  | 76٪             | 0 0٪            | 24٪           |
| جيه دي تروز             | مايو 1, 1907    | ديسمبر 31, 1907 | 67٪             | 11٪             | 22٪           |
| ف. شولايرت              | يناير 9, 1908   | يونيو 8, 1911   | 57٪             | 22٪             | 21٪           |
| الفصل. دي بروكفيل       | يونيو 18, 1911  | أغسطس 4, 1914   | 42٪             | 22٪             | 36٪           |

### بروكسل

أصوات للأحزاب الناطقة باللغة الهولندية في بروكسل في الانتخابات الفيدرالية البلجيكية، 2010

كان السبب الرئيسي لكون بروكسل تتحدث اللغة الفرنسية بشكل أساسي هو المكانة الاجتماعية المنخفضة للغة الهولندية في بلجيكا خلال القرن التاسع عشر والتمييز الشديد لكل من الهولندية كلغة ولغة الفلمنج. كانت الفرنسية، في ذلك الوقت، لغة الإدارة والحكومة والثقافة والقانون والتعليم. من عام 1880 فصاعدًا، أصبح عدد متزايد من الناطقين باللغة الهولندية يتحدثون بلغتين ولم ينقلوا اللغة الفرنسية إلا إلى أطفالهم، مما أدى إلى ارتفاع الناطقين باللغة الفرنسية أحادين اللغة بعد عام 1910. في منتصف القرن العشرين، كان عدد الناطقين باللغة الفرنسية أحادين اللغة يواصلون اليوم على السكان الفلمنديين الذين يتحدثون بلغتين (معظمهم). فقط منذ ستينيات القرن العشرين، بعد تثبيت الحدود اللغوية البلجيكية والتطور الاجتماعي والاقتصادي لفلاندرز، كان بإمكان الهولنديين إيقاف موجة الاستخدام الفرنسي المتزايد.
وضع بروكسل في بلجيكا المقسمة غير مؤكد ومصدر كبير للجدل.
الاتحاد مع فلاندرز
إحدى الأفكار هي أن المدينة تنضم مرة أخرى إلى فلاندرز التي تندمج فيها بروكسل جغرافيا واقتصاديًا. تشتمل المقترحات على ضمان حماية الحقوق اللغوية للسكان الناطقين بالفرنسية في بروكسل.
الاتحاد مع والونيا
فكرة أخرى هي أن بروكسل ستشكل اتحادًا مع والونيا، وغالبًا ما يشار إليها باسم والوبروكس. مشكلة واحدة هي أن المناطق لا تمتلك حدود مع بعضها البعض، لأن بروكسل هي جيب في فلاندرز. لذلك يطلب بعض السياسيين الناطقين بالفرنسية إنشاء ممر بين المنطقتين (انظر موضوع امتداد بروكسل أدناه).
سيناريو حالة المدينة
فكرة أخرى هي أن بروكسل ستصبح «عاصمة [ أوروبية ]»، على غرار واشنطن العاصمة أو إقليم العاصمة الأسترالية، ويديرها الاتحاد الأوروبي بدلاً من فلاندرز أو والونيا. هيكل الاتحاد، مع ذلك ، ليس لديه خبرة في الحكم على هذا المستوى في الوقت الحاضر. لتحقيق هذا الحل عمليا، قد تحتاج بروكسل إلى أن تكون دولة مدينة مستقلة يمكنها الانضمام إلى الاتحاد الأوروبي على قدم المساواة مع الدول الأعضاء الأخرى في الاتحاد الأوروبي. اقترح تشارلز بيكوي، الوزير الأول لمنطقة العاصمة بروكسل، الوضع المحتمل لبروكسل «دولة مدينة»، والذي يرى فرض ضريبة على مؤسسات الاتحاد الأوروبي كوسيلة لإثراء المدينة. [بحاجة لمصدر] ومع ذلك، فإن القضية البلجيكية أثارت القليل من النقاش داخل هيئات الاتحاد الأوروبي.
امتداد بروكسل

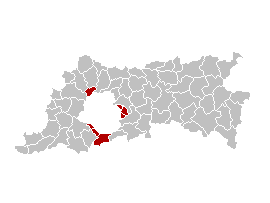
البلديات الست التي بها مرافق لغوية في محيط بروكسل (حمراء) تنتمي إلى مقاطعة برابانت فلاماند(رمادي)

تتمثل إحدى القضايا المثيرة للجدل، والتي تعقد سيناريو «دولة المدينة»، في إمكانية توسعة منطقة العاصمة بروكسل إلى البلديات المحيطة داخل برابانت والون الفلمنكية. لا يرتبط هذا الاقتراح بالضرورة بتفكيك بلجيكا.
ومع ذلك، اقترح البعض أن هذه المناطق الغنية ستجعل المدينة قابلة للحياة مالياً كدولة مستقلة، ومن المحتمل أن تمنحها حوالي 1.5 مليون نسمة، ومطار وغابة داخل حدودها، وتجعلها أكبر بثلاث أو أربع مرات من منطقة العاصمة الحالية. تعد بروكسل حاليًا أهم مقر لمؤسسات الاتحاد الأوروبي، لكن الاتحاد الأوروبي ليس لديه رأس مال رسمي. لقد زُعم أن وضعًا كبيرًا ومستقلًا قد يساعد بروكسل على دفع مطالبتها كعاصمة للاتحاد الأوروبي.
يتم دعم توسيع منطقة العاصمة بروكسل من قبل العديد من الناطقين بالفرنسية في البلديات الفلمنكية مع مرافق للناطقين بالفرنسية المحيطة ببروكسل. نتيجة للضواحي وتدفق الناطقين بالفرنسية ومسؤولي الاتحاد الأوروبي في بروكسل، أصبحت هذه البلديات في العقود الأخيرة ناطقة بالفرنسية على نحو متزايد إلى حد أن الناطقين بالفرنسية يشكلون الآن أغلبية في بعض البلديات. على النقيض من ذلك، فإن امتداد المنطقة ثنائية اللغة أمر غير وارد بالنسبة للسكان الناطقين بالهولندية في هذه المجتمعات ولجميع الأحزاب السياسية الفلمنكية تقريبًا، الذين يقولون إن هؤلاء السكان الجدد يجب أن يحترموا لغة المنطقة التي ينتقلون إليها ويتكيفون معها. إلى. في الواقع، تم إنشاء التسهيلات الموجودة الآن في البداية من أجل تسهيل التكيف مع الناطقين بالفرنسية للعيش في منطقة فلمنكية [بحاجة لمصدر].
على غرار منطقة «بروكسل الكبرى»، كانت الدائرة الانتخابية في بروكسل-هالي-فيلفوردي تتألف من بروكسل و 35 بلدية محيطة في فلاندرز. قبل حلها، كانت هذه المقاطعة هي الكيان الأخير المتبقي في بلجيكا الذي لم يتزامن مع حدود المقاطعات، وبالتالي اعتبرت المحكمة الدستورية البلجيكية غير دستورية. كانت المقاطعة قضية نزاع لعدة سنوات، وكانت مشكلة سياسية كبيرة في أزمة تشكيل مجلس الوزراء 2007-2008. في يوليو 2012، بعد تشكيل الحكومة البلجيكية 2010-2011، تم تقسيم بروكسل-هالي-فيلفوردي إلى قسمين كجزء من إصلاح الدولة البلجيكية السادس.
سيادة مشتركة
اقتراح آخر هو إنشاء سيادة مشتركة من المجتمعات الفلمنكية والمجتمعات الناطقة بالفرنسية في بروكسل، حيث يحكم كلا الجانبين بروكسل معا في القضايا الوطنية والدولية. بالنسبة لجميع السياسات الإقليمية المحلية، ستكون بروكسل مستقلة تمامًا. بالنسبة لجميع الخدمات العامة «غير الإقليمية» (كالثقافة والرفاهية والتعليم)، يتمتع كل مجتمع بالحكم الذاتي. تحظى هذه الفكرة بشعبية عامة بين السياسيين الفلمنديين، مثل السياسي الاشتراكي لويس توباك والقومي بارت دي ويفر. [بحاجة لمصدر]

مثل هذا الترتيب موجود منذ عدة قرون في ماستريخت. بعد 1200 بفترة وجيزة، حصلت هذه المدينة على سلطة مزدوجة، مع سيطرة أساقفة لييج ودوقات برابانت على السيادة المشتركة على المدينة. في عام 1284، تمت المصادقة رسميًا على هذه السلطة المزدوجة في اتفاقية دستورية، هي "Alde Caerte" («الميثاق القديم»). بعد بعض الخلافات في التفسير، تم تفصيل ذلك في عام 1356 مع Doghter Caerte ('Daughter Charter'). هذه الترتيبات المؤسسية نجت حتى الثورة الفرنسية.
ضمنت هذه السلطة المزدوجة بيئة مؤسسية مستقرة ومزدهرة نسبيا لما يقرب من ستة قرون (من 1204 إلى 1794). كان على مواطني ماستريخت الاختيار بين جنسية برابانت وجنسية لييج. كان لكل منهم قضاة وخدمات عامة. سيكون الأمر مشابهًا لو أصبحت بروكسل عمارات تحكمها الطائفتان الرئيسيتان، المتحدثون بالفرنسية والفلمنج.

### المجتمع الناطق بالألمانية

مجتمع الناطقين بالألمانية (أصفر). تنتمي بلديات Malmedy و إلى المجتمع الفرنسي (رمادي فاتح).

إن مجتمع بلجيكا الناطق بالألمانية الصغير في الشرق هو في الواقع مراقب أكثر من لاعب في المفاوضات الصعبة بين فلاندرز والونيا. أعطيت منطقة أووبين مالميدي إلى بلجيكا في أعقاب الحرب العالمية الأولى. (مدينة مالميدي الألمانية السابقة والقرى المحيطة بها هي والون =، وبالتالي فهي ليست جزءًا من المجتمع الناطق بالألمانية.) تتكون المنطقة من جزأين منفصلين تبلغ مساحتها الإجمالية حوالي 850 كـم2 (330 ميل2)=. ما يقرب من 75000 شخص يعيشون هناك. أعطى الصراع بين الوالون والفلمنج المجتمع الناطق بالألمانية استقلالية كبيرة. على الرغم من أن المنطقة أصغر من أن تلعب دوراً في المفاوضات، إلا أنها حصلت على حكم ذاتي مماثل لاستقلال جيرانها الأكبر. ولدى البلجيكيين الناطقين بالألمانية الآن برلمان وحكومة تضم أربعة وزراء ورئيس وزراء.
عادة ما يتم النظر في أربعة سيناريوهات نظرية في حالة حدوث تقسيم لبلجيكا: البقاء مع والونيا، والدولة ذات السيادة، وإعادة الارتباط بألمانيا، أو الارتباط مع لوكسمبورغ. المجتمع جزء من مقاطعة والون في لييج، وفي حد ذاته، سيبقى كذلك في حالة التقسيم. على الرغم من أنه من غير المؤكد ما إذا كان يمكن للمتحدثين باللغة الألمانية الحفاظ على حقوقهم الثقافية والسياسية على المدى الطويل في دولة ناطقة بالفرنسية أحادية اللغة أم لا. الاحتمالات الثلاثة الأخرى لن تصبح واقعية إلا إذا أرادت والونيا السعي إلى الوحدة مع فرنسا. نظرًا لأن المجتمع كان جزءًا من ألمانيا، يبدو أن «إعادة التوحيد» هي الخطوة المنطقية التي يجب اتخاذها (حدود المنطقة بالولايات الألمانية في شمال الراين وستفاليا وراينلاند بالاتينات). ومع ذلك، يجادل معارضو هذه الفكرة بأن الاستقلال الذاتي للمنطقة سيضيع في ألمانيا بقدر ما سيخسره في فرنسا، على الرغم من أن منح ريجيو مركز بوندزلاند الألماني يمكن أن يخفف من هذه القضية. لكن بسبب التماسك القوي للسكان الإقليميين، يفضل البعض إنشاء دولة مستقلة. يجادلون بأن البلد الجديد، على سبيل المثال، سيكون أكبر خمسة أضعاف وأكثر من ضعف عدد سكان ليختنشتاين. يقول المعارضون إن هذا سيؤدي إلى إنشاء ملاذ ضريبي جديد غير مرغوب فيه. الخيار الأخير سيكون الاندماج مع لوكسمبورغ. يؤكد مؤيدو هذا السيناريو أن الكثيرين من سانت فيث ينتقلون حاليًا إلى لوكسمبورغ وأن الاتحاد مع دوقية كبرى الغنية سيكون مربحًا اقتصاديًا. ومع ذلك، فإن هذا سيترك الجزء الشمالي من المجتمع حول مدينة أووبين كخليفة للوكسمبورغ. وقيل إن الوزير - الرئيس كارل هاينز لامبرت، قد دعم مثل هذا المشروع. ومع ذلك، دحض هذا وألزم نفسه باستمرار الاتحاد مع بلجيكا. في مقابلة مع قناة زي دي اف التليفزيونية الألمانية في فبراير 2011، سرد الخيارات الأربعة المذكورة أعلاه فيما يتعلق بمستقبل المجتمع الناطق باللغة الألمانية.

## موقف للأحزاب السياسية في القرن الواحد والعشرين
| الانتماء | الانتماء                                 | أفراد | لغة    | أيديولوجية                                 |
| -------- | ---------------------------------------- | ----- | ------ | ------------------------------------------ |
|          | التحالف الفلمنكي الجديد                  | 25    | هولندي | التحررية الليبرالية والانفصالية الفلمنكية  |
|          | الحزب الاشتراكي                          | 20    | فرنسي  | الديمقراطية الاجتماعية                     |
|          | الحركة الإصلاحية                         | 14    | فرنسي  | الليبرالية                                 |
|          | المسيحية الديمقراطية و الفلمنكية         | 12    | هولندي | الديمقراطية المسيحية                       |
|          | فتح الفلمنديين الليبراليين والديمقراطيين | 12    | هولندي | الليبرالية والليبرالية الاجتماعية          |
|          | الحزب الاشتراكي مختلف                    | 9     | هولندي | الديمقراطية الاجتماعية                     |
|          | المركز الديمقراطي الإنساني               | 5     | فرنسي  | الديمقراطية المسيحية                       |
|          | أخضر                                     | 8     | هولندي | السياسة الخضراء                            |
|          | Ecolo                                    | 13    | فرنسي  | السياسة الخضراء                            |
|          | مصلحة الفلمنكية                          | 18    | هولندي | سياسة اليمين المتطرف والانفصالية الفلمنكية |
|          | حزب العمال البلجيكي                      | 12    | اتحاد  | الماركسية اللينينية والنقابية              |
|          | الفيدراليون الفرانكوفونيون الديمقراطيون  | 2     | فرنسي  | الإقليمية والليبرالية                      |
|          | حزب الشعب                                | 0     | فرنسي  | الليبرالية المحافظة والكونفدرالية          |
| مجموع    | مجموع                                    | 150   |        |                                            |

عادة ما ترفض الأحزاب ذات المشاركة الطويلة الأمد في الحكومات البلجيكية ، أي المسيحيين الديمقراطيين والليبراليين والاشتراكيين ، وكذلك الأحزاب الخضراء ، التحدث بصراحة عن احتمال تقسيم بلجيكا. يبدو أن هذا السؤال من المحرمات على الساحة السياسية البلجيكية ولا يناقشه السياسيون السائدون من وقت لآخر إلا من أجل تهديد المجتمع الآخر ، على عكس تهديد القنبلة الذرية خلال سياق الحرب الباردة. على وجه الخصوص ، في 6 سبتمبر 2010، بعد مفاوضات طويلة الأمد لتشكيل الحكومة الفيدرالية، أعلن معظم قادة الحزب الاشتراكي الناطق بالفرنسية في وقت واحد أنهم يعتبرون الآن تقسيم بلجيكا حلاً بديلاً واقعياً للمشاكل البلجيكية. يتم تحليل وجهة النظر الانفصالية هذه التي عبر عنها الاشتراكيون الناطقون بالفرنسية من قبل البعض، بمن فيهم الليبراليون الناطقون بالفرنسية ومعظم السياسيين الفلمنديين، باعتبارها تهديدًا خاملاً يهدف إلى دفع التقدم في المفاوضات المجتمعية. ليس جوهر المشكلة هو تقسيم بلجيكا، لكن فدرستها تسمى أيضًا الأقلمة أو المجتمعية. إن عملية نقل السلطة هذه، التي بدأت في الستينيات بسبب ضغط الحركة الفلمنكية، وبدرجة أقل من حركة الوالون، تسمى إصلاح النظام البلجيكي. في حين أن معظم الناطقين بالفرنسية يجادلون بأن إصلاح الدولة ليس ضروريًا، فإن جميع الأحزاب السياسية الفلمنكية تقريبًا تطالب بإصلاح شديد للدولة البلجيكية. على وجه الخصوص N-VA وجزء من الحركة الفلمنكية تطبيق ما يسمى بمذهب Maddens من أجل فرض الفرنكوفونية على المطالبة بإصلاح الدولة.

### الدعم الصريح
في فلاندرز، تدعو عدة أحزاب كبيرة علنا إلى تقسيم البلاد. حتى الانتخابات الفيدرالية لعام 2010، كان أكبرها هو الحزب الفلمندي الذي يمثل أقصى اليمين. منذ عام 2010، يعد أكبر حزب قومي فلمنكي في بلجيكا هو التحالف الفلمندي الجديد الأكثر اعتدالًا الذيلا يؤيد علنا تقسيم بلجيكا، بل يقترح حلا كونفدراليا، حيث ينتقل مركز القوة إلى الحكومات الإقليمية، في حين أن مهام معينة مثل الجيش أو الدبلوماسية أو المنافسة الوطنية لكرة القدم ستبقى على بلجيكا مستوى. هناك حزب معتدل آخر منفتح علنًا نشأ عام 2007، وهو قائمة ديديكر،  الذي كان ناجحا نسبيًا في انتخابات 2007 الفيدرالية والإقليمية 2009، وفاز بعدة مقاعد، ولكنها خسرت جميعها مرة أخرى في الانتخابات الفيدرالية والإقليمية لعام 2014، بسبب النجاح الكبير لل N-VA. في والونيا وبروكسل، فإن حزب والونيا-فرنسا  هو حزب انفصالي بشكل علني. هذا الحزب، الذي ليس له ممثل منتخب على المستوى الوطني أو الإقليمي، يعزز تقسيم بلجيكا واتحاد والونيا وبروكسل مع فرنسا.

## 2007-11 الأزمة السياسية البلجيكية

### تشكيل الحكومة 2007

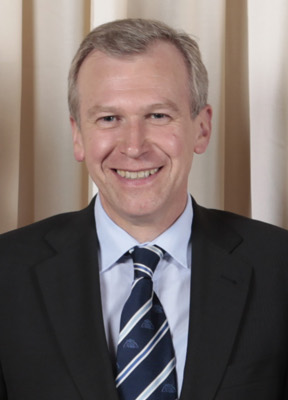
فاز إيف ليتيرمي (CD&V) في الانتخابات الفيدرالية لعام 2007 بعد تحالفه مع الحزب الانفصالي N-VA.

لم تؤد الانتخابات العامة البلجيكية، 2007، إلى حصول أي حزب سياسي أو ائتلاف على مقاعد كافية لتشكيل أغلبية عاملة. استمرت الأزمة لمدة 196 يومًا، تاركة بلجيكا بدون حكومة ذات تفويض شعبي. في الوقت الذي ظلت فيه وزارة البطة العرجاء لرئيس الوزراء جاي فيرهوفشتات في السلطة كحكومة تصريف الأعمال، تم ترشيح العديد من كبار السياسيين دون نجاح من قبل الملك  لبناء تحالف حكومي مستقر. كان السياسي الفلمنكي إيف لوترم المرشح الأول لقيادة الحكومة الوطنية، لكن وجود خلل سياسي سيثبت أنه تراجع عنه. طُلب غناء النشيد الوطني البلجيكي بالفرنسية في احتفالات العيد الوطني، بدلاً من أغنية برابانت بدأ يغني النشيد الفرنسي لامارسييز. لقد أثار خطأ Leterme إدانة من المجتمعات المختلفة، مما أدى إلى تفاقم انعدام الثقة والمشاعر الانفصالية.
في النهاية بعد 196 يومًا، نجحت الأحزاب أخيرًا في تشكيل حكومة جديدة. في ديسمبر 2008، اندلعت أزمة أخرى تتعلق بقضية فورتيس، مما أدى إلى زعزعة استقرار البلد مرة أخرى مما أدى إلى استقالة رئيس الوزراء البلجيكي إيف ليتيرمي. جلبت الحكومة الجديدة بقيادة هيرمان فان رومبوي فترة وجيزة من الاستقرار الهش، لكنها انتهت عندما غادر فان رومبوي مكتبه ليصبح أول رئيس لولاية كاملة للمجلس الأوروبي. سقطت حكومة Leterme II اللاحقة في أبريل 2010 بسبب عدم إحراز تقدم في حل مشكلة BHV.
على الرغم من أن معظم الأحزاب السياسية الفلمنكية تصف مطالبها بأنها تقتصر على السعي للحصول على قدر أكبر من الحكم الذاتي الإقليمي واللامركزية في الحكومة (باستثناء  أعضاء حزب فلامس بيلانغ ، الذين طالبوا بتقسيم البلاد والمطالبة بهوية وطنية وثقافة ومؤسسات ، والمطالبة بأن بلجيكا دولة «غير طبيعية» و «مصطنعة»،  تشكلت ببساطة كقوة عازلة بين فرنسا والقوى الأوروبية الأخرى خلال نزاعات القرن التاسع عشر)، وقد أظهرت بعض استطلاعات الرأي العامة التي أجريت خلال أزمة الحكم العام أن حوالي 46 ٪ من الشعب الفلمندي يدعم الانفصال عن بلجيكا. أشارت استطلاعات أخرى إلى أن 12 ٪ فقط من الفلمنج يريدون نهاية بلجيكا ، بينما 37 ٪ يريدون نقل المزيد من المسؤوليات إلى المجتمعات والمناطق. يرى العديد من الناطقين بالفرنسية أن هناك استقلالية إقليمية كافية وأن المطالب الفلمنكية مبالغ فيها وانفصالية بطبيعتها. ومع ذلك، فإن تنوع بروكسل وأهميتها الاقتصادية والجيوسياسية المهمة في نصف الكرة الغربي كمقر للاتحاد الأوروبي وحلف الناتو، يجعلها قوة موحدة، مما يجعل التقسيم مستبعدًا على الأقل في المستقبل القريب. استجابةً لتزايد المضاربات المحلية والدولية فيما يتعلق بمستقبل البلاد، أطلقت الحكومة البلجيكية حملة علاقات عامة من خلال سفاراتها في جميع أنحاء العالم لتهدئة المخاوف ومحاربة التكهنات بأن التقسيم البلجيكي وشيك، كما أشارت استطلاعات الرأي العديدة الأخيرة. رفض ملك البلجيكيين المفاهيم والتكهنات حول تغيير في طبيعة الدولة البلجيكية كجزء من مقترحات لتشكيل حكومة عاملة.
في 18 نوفمبر 2007، قام ما يقدر بنحو 25000 شخص بمسيرة في بروكسل لدعم وحدة بلجيكا. نظمت المسيرة ماري كلير هوارت، حيث قام 140,000 بلجيكي بالتوقيع على عريضة تطالب بالوحدة.
رفض مجلس النواب البلجيكي في 22 نوفمبر 2007 النظر في قرار مقترح بحل بلجيكا. تم تقديم القرار في 29 أكتوبر من قبل بارت ليرمانز وجيرولف أنيمانز وفيليب دي مان وليندا فيزرز (فلامس بيلانغ) ودعا الحكومة الفيدرالية إلى «اتخاذ دون تأخير التدابير اللازمة لغرض الإعداد لتفكك الدولة البلجيكية ، وبالتالي يمكن للمجتمعات الثلاث - الفلمنج والوالون والألمان - أن تسلك طرقًا منفصلة خاصة بها.»  صوتت معظم الأحزاب الفلمنكية ضد النظر في الاقتراح. امتنع الأعضاء الثلاثة في التحالف الفلمنكي الجديد، مع ثلاثة أعضاء من الحزب الديمقراطي المسيحي الفلمنكي.
في عام 2007، أظهرت استطلاعات الرأي في Editie NL، وهو برنامج إخباري هولندي على محطة RTL 4 التجارية وصحيفة De Dag (The Day) في هولندا، أن ما بين 45٪ و77٪ من المواطنين الهولنديين (نتائج الاستطلاعات المختلفة) دعم اندماج بلادهم مع فلاندرز. ومع ذلك، أظهر استطلاع مماثل أجرته شركة Synovate Nederland في عام 2010، أن 20٪ فقط من الهولنديين يدعمون اتحادًا بين هولندا وفلاندرز. أظهر استطلاع مشابه أجري عام 2007 في فرنسا أن غالبية الفرنسيين سوف يدعمون اندماج والونيا مع فرنسا، إذا لم تعد بلجيكا موجودة. ومع ذلك، استبعد السياسيون الفرنسيون أي تدخل في النقاش البلجيكي الداخلي.

### 2010 سقوط الحكومة وتشكيل الحكومة الجديدة

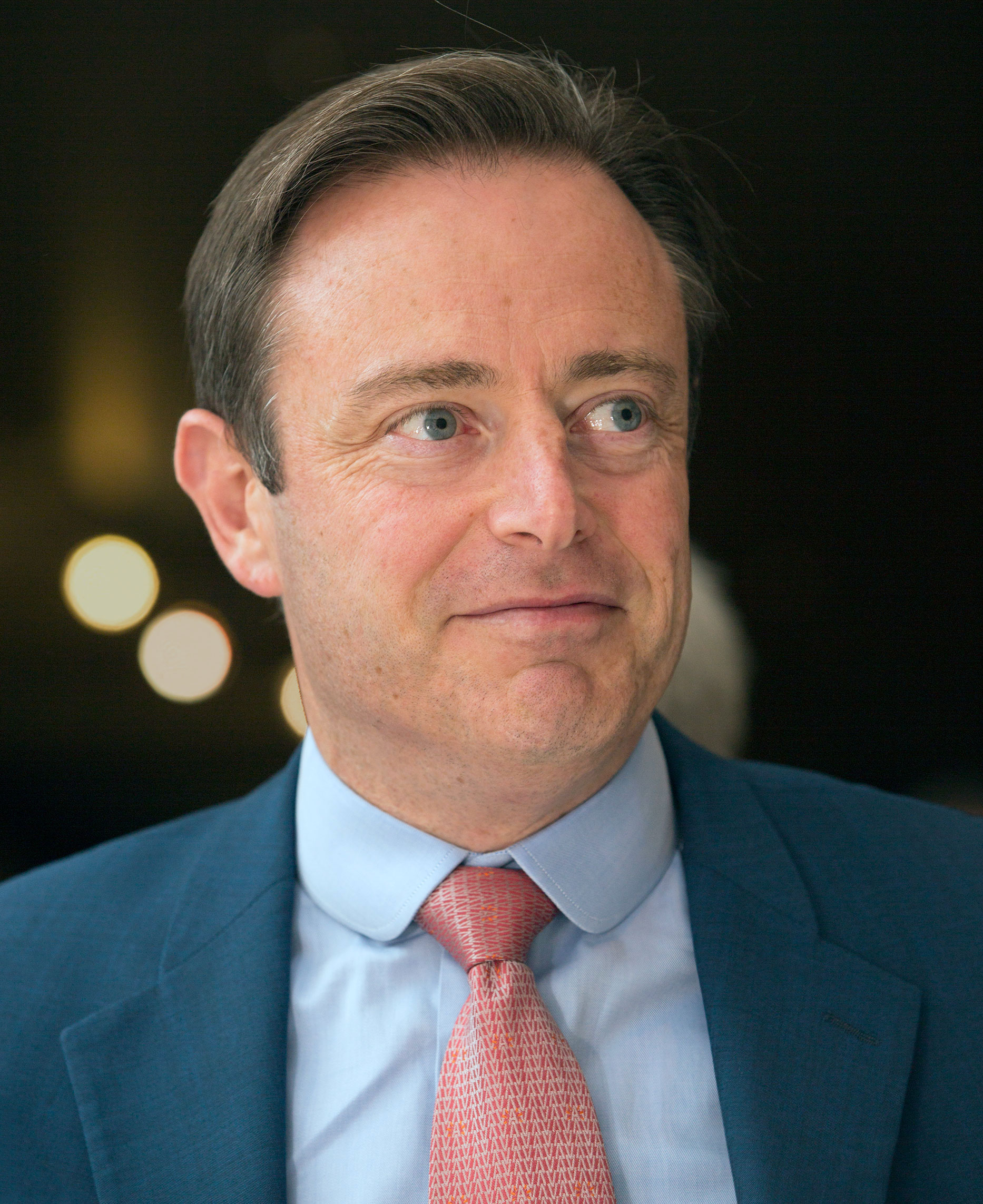
بارت دي ويفر (N-VA)، الفائز الفلمنكي في الانتخابات الفيدرالية البلجيكية لعام 2010، انفصالي.

بعد أن ترك الليبراليون الفلمنكيون والديمقراطيون (Open VLD) الحكومة في 22 أبريل 2010، قدم رئيس الوزراء إيف ليتيرمي استقالته للملك ألبرت الثاني. ثم تم الدعوة لإجراء انتخابات في 13 يونيو، وسط مخاوف من إطالة أمد بناء التحالف مرة أخرى. في فلاندرز، فاز حزب التحالف الفلمنكي الجديد بأغلبية 27.8٪ من الأصوات، بينما كان الحزب الفائز في والونيا هو الحزب الاشتراكي. تفاوض الطرفان، إلى جانب الأحزاب الأخرى، حول إصلاح الدولة خلال تشكيل الحكومة البلجيكية لعام 2010.